# Совье
Совье — село в Слободском районе Кировской области. Входит в Денисовское сельское поселение.

## География
Расположено в лесистой местности в 20 км к северо-западу от города Слободской и в 30 км к северо-востоку от окраин Кирова. Имеется подъездная асфальтовая дорога от Слободского.
К селу примыкают малые деревни Слободка, Петровы, Лопаткины.

## История села
Первое упоминание о селе относится к 1615 году, причём упоминается и деревянная тёплая церковь, то есть сам населенный пункт появился раньше. «В селе 4 двора церковников, к нему приписаны 12 деревень, 3 починка и 6 займищ.» В 1652 году в селе было 2 деревянных церкви. В 1765 году в селе появилась каменная церковь. К концу XIX века к приходу принадлежат 68 деревень, дальние деревни от церкви в 12 верстах, прихожан 2025 мужского пола и 2396 женского.
Во время Великой Отечественной войны в селе размещались дети, эвакуированные из Ленинграда, детский дом был размещен в помещении бывшей Спасской церкви и работал вплоть до 1960-х годов. В советское время жители окрестных сел и деревень почти в полном составе были вынуждены перебраться в Совье: в окрестных деревнях и школах закрыли сельские советы, школы, почты, магазины, медицинские пункты, совхозы/колхозы, кладбища, прекратили регулярное транспортное сообщение, не стали тянуть асфальтовую дорогу за Совье. Так окрестные деревни очень быстро вымерли, а Совье ожидаемо разрослось.

## Население
| 2010 |
| ---- |
| 470  |

Большую часть населения составляют русские, незначительное число удмуртов, татар, украинцев, армян, болгар и других.

## Культура
В селе имеется дом культуры. Действуют коллективы народного песенного творчества.
Через село Совье проходит маршрут ежегодного крестного хода на реку Великая.

## Инфраструктура
Детский сад, средняя школа, медпункт, дом культуры, отделение почтовой связи, продуктовые магазины, бар (будь он неладен), частично функционирующая Спасская церковь.
В 1980-х годах построен Совьинский пруд, излюбленное место рыбаков.
Промышленность в селе представлена единственным сельскохозяйственным предприятием — совхозом Совьинским. Имеется небольшая прослойка предпринимателей, занимающихся главным образом вырубкой леса, добычей песчано-гравийных смесей. Значительная часть населения работает в Слободском, Кирове и т. п. Ранее в селе функционировал маслозавод.

## Объекты культурного наследия
В Слободском районе зарегистрировано 119 объектов культурного наследия , из них 2 в селе Совье:
| Идентификатор ОКН | Идентификатор ЕГРОКН | Название              |
| ----------------- | -------------------- | --------------------- |
| 4310332000        | 431410105430006      | Церковь Спасская      |
| 4300000109        |                      | Часовня кладбищенская |

## Известные личности
- Пантелеев Иван Алексеевич (1925—1993) — полный кавалер ордена Славы.